# عبد الله فليل
عبد الله فليل (مواليد سنة 1976) عداء مغربي متخصص في ركض المسافات الطويلة.

## مسيرته
تم اختياره للفريق الوطني الأولمبي المُشارك في أولمبياد بكين 2008، وقد حلّ في المركز السادس عشر خلال نهائي 10000 متر.
كان يشارك في العدو الريفي في وقت سابق من حياته، ومثل بلاده في بطولة العالم للعدو الريفي 2004. أصبح تركيزه الرئيسي بعد ذلك على سباق الطرقات. في نصف ماراثون ليل سنة 2006، احتل المركز الثاني خلف الكيني جوزيف ماريجو بفارق ثانية واحدة، مسجلاً أفضل أداء شخصي 1:01:21. شارك فليل في سباق نصف ماراثون في باريس في مارس 2007 وحصل على المركز الرابع مع تحسن في توقيته 1:00:43.

## روابط خارجية
- عبد الله فليل على موقع الاتحاد الدولي لألعاب القوى (الإنجليزية)
- عبد الله فليل على موقع أوليمبيديا (الإنجليزية)